# 赤澤ナカ
赤澤 ナカ（あかざわ ナカ、1871年（明治4年）11月 - 1941年（昭和16年））は、日本最初の保育園と言われている新潟静修学校付設保育所（現・赤沢保育園）で、明治から昭和にかけて約45年間、保母であり続けた人物である。

## 経歴
1871年（明治4年）11月新潟県蒲原郡長場村（現・新潟市西蒲区）中之口長場に渡辺藤次郎の長女として誕生した。同村の渡邊勘治の後妻となって2人の子をもうけるも1896年（明治28年）離婚し、2人の子を残して中蒲原郡須田村（現・加茂市）の五十嵐家の養子となる。
1896年（明治29年）頃、新潟静修学校を運営していた赤澤鍾美と再婚同士で夫婦となる。日清戦争、日露戦争、韓国併合を経て、日本の大陸進出が盛んになるにつれ、新潟港の重要度が増し、新潟市の人口は増え続けていった。一方で、第一次世界大戦後の不景気も手伝って、共働きの低所得者層が増え、園の定員は増員に次ぐ増員を重ねていた。当時は、保育施設などの福祉政策に対する理解が低く、赤澤家は自助として保育所を運営していた。
ナカの保育スタイルは、離婚前の短期間の子育て経験を出発点として、西蒲原郡の風土に根差した子育ての民俗や、近くの西堀幼稚園に通い、はるか年下の倉田ミスに教えを乞うた。そしてその教育課程や教育内容の中から、合うものを取り入れて確立されていった。ナカはよく保母たちに「人様の子どもを預かっていることを忘れてはならない」を口酸っぱく言っていた。
1937年（昭和12年）3月、夫の鍾美に先立たれたことに伴い新潟静修学校は閉鎖され、2代目守孤扶独幼稚児保護会（しゅこふどくようちじほごかい）会長に就任し運営にあたるも、4年後の1941年（昭和16年）4月に死去した。